# Robert Alexander (escritor)
Robert Dingwall (R. D.) Zimmerman (nascido em 8 de agosto de 1952) é um premiado escritor americano.
Ele foi criado em Chicago, e atualmente reside em Minneapolis.

## Prêmios
Duas nomeações para o Prêmio Edgar, dois Lambda Literary Award, e uma nomeação para o Prêmio Anthony.
- Deadfall em Berlim foi um dos finalistas para o Edgar Award de Melhor-Mistério, em 1991.[1]
- Closet ganhou o Lambda Literary Award de Mistérios Gays, em 1995.[2]
- Armário foi um dos finalistas para o Prêmio Anthony de Melhor livro de Bolso, em 1995.[3]
- Tribo foi um finalista para o Prêmio Edgar de Melhor livro de Bolso, 1997.[4]
- Desabafo ganhou o Prêmio Lambda Literário para Mistério Gay, em 1998.[5]